# Pokrovskoye (ort i Azerbajdzjan)
Pokrovskoye (azerbajdzjanska: Qaratəpə) är en ort i Azerbajdzjan.   Den ligger i distriktet Sabirabad Rayonu, i den sydöstra delen av landet, 120 km väster om huvudstaden Baku. Antalet invånare är 2 849.
Terrängen runt Pokrovskoye är mycket platt. Närmaste större samhälle är Sabirabad, 12,7 km väster om Pokrovskoye.
Trakten runt Pokrovskoye består till största delen av jordbruksmark. Runt Pokrovskoye är det ganska tätbefolkat, med 78 invånare per kvadratkilometer.